# Елистратов, Юрий Валентинович

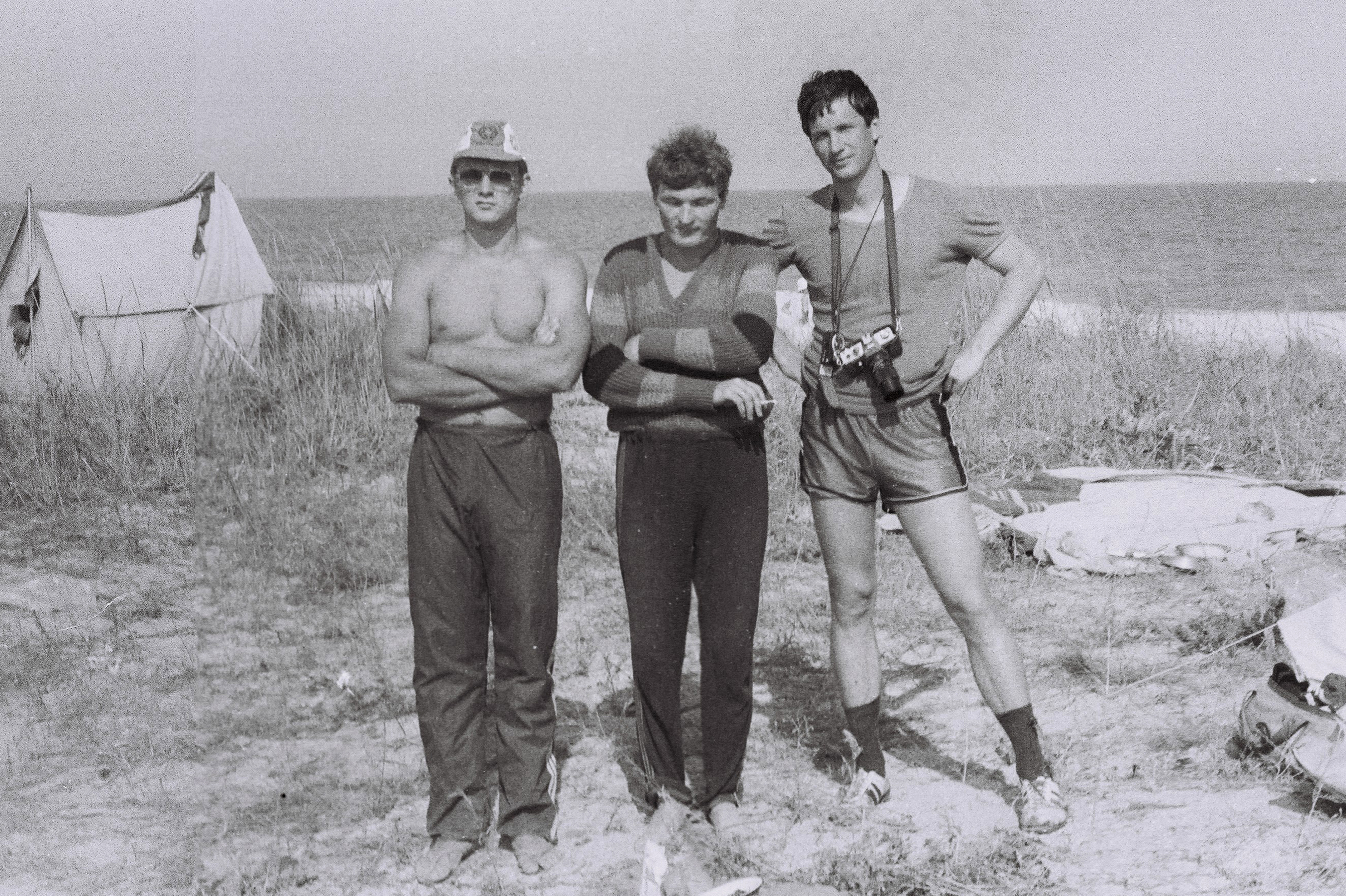
Знакомые с детства, Юрий Елистратов, Балашов Геннадий, Чуприна Вадим, Азовское море, 1986 год.

Юрий Валентинович Елистратов (укр. Юрій Валентинович Єлістратов; род. 11 июня 1961 года, Днепропетровск, Украинская ССР) — украинский боксёр-профессионал, тяжеловес.

## Биография
Заниматься боксом начал с 8 класса. Первым тренером был Александр Андреевич Наумов.
В 1978 году окончил Днепропетровскую СОШ № 126.
С 1984 по 1986 гг. служил в армии СССР в 62 — й спортивной роте «СКА»(Спортивный Клуб Армии).
С 1980—1984 гг. студент Днепропетровского института физкультуры и спорта, по окончании получил специализацию «Преподаватель физической культуры, тренер по боксу».

## Семья
Женат, воспитывает дочь.

## Профессиональная карьера
- Начало боксёрской карьеры состоялось в 1976 году, а уже в 1979 году Юрию присвоено квалификацию «Мастер спорта СССР по боксу».

- В период с 1989 по 1991 г. член сборной команды СССР по боксу. Принимал участие в матчевой встрече между командами СССР и США в г. Денвер, США.

- В 56-м чемпионате СССР по боксу, который проходил с 19 по 28 января 1990 года в г. Луцк (Украинская ССР), Юрий завоевал бронзу, боксируя в супертяжёлой весовой категории свыше 91 кг.

- В период с 1991 по 1993 г. принимал участие в открытом чемпионате Польши среди любителей в котором заслуженно занял первое место.

- В 1994 г. Юрий становится чемпионом Украины и Франции среди профессионалов.

- В период с 1996 по 1997 г. проживал и тренировался в г. Бруклин, США, где провёл бой с чемпионом WBO Джоном Руисом.

- С 1997 по 2000 гг. тренируется в спортивном лагере Леннокса Льюиса в Лондоне и завоевывает титулы чемпиона Лондона и чемпиона Великобритании.

- В 1998 г. становится чемпионом Балканских стран.

- 6 июня 2000 г. состоялся бой с Н. Валуевым за звание чемпиона мира[1].

- С 2000 по 2002 гг. выступает на профессиональном ринге в Германии.

### Основные бои (соперники и место проведения):
1. 2002-03-23 Volodymyr Vyrchys, Circus, Kyiv
2. 2001-09-29 Luan Krasniqi, Universum Gym, Wandsbek
3. 2001-07-21 Sinan Samil Sam, Tivoli Eissporthalle, Aachen
4. 2001-04-28 Przemyslaw Saleta, Jaworzno, Poland
5. 2001-01-27 Alexander Gurov, Sport Palace Nadezhda, Mykolaiv — Ukraine Cruiserweight Title
6. 2000-06-06 Nikolay Valuev, Yubileiny Sports Palace, Saint Petersburg — interim PABA Heavyweight Title
7. 1999-12-10 Rimantas Prismantas, Warsaw
8. 1999-06-22 George Kandelaki, Corn Exchange, Ipswich
9. 1999-05-21 Stanyslav Tovkachov, Circus, Kiev
10. 1999-01-30 Spas Spasov, Sporst Palace «Dzerzhinka», Dniprodzerzhynsk
11. 1998-10-02 Jeremy Williams, Hala Ludowa, Wroclaw
12. 1998-08-15 Serguei Novkovich, Kirovograd
13. 1998-07-11 Ivan Burmistrov, Mykolaiv
14. 1998-03-12 Mathew Ellis, Marquee, Stanley Park, Liverpool
15. 1998-01-16 Nikolai Kirillov, Kiev
16. 1997-11-22 Kevin McBride, Bowlers Exhibition Centre, Manchester
17. 1997-09-23 Antoine Palatis, Guilherand-Granges
18. 1997-06-28 Scott Welch, Sports Village, Norwich
19. 1997-05-25 Yuriy Khladykov, Kirovograd
20. 1997-05-10 Przemyslaw Saleta, Ballsporthalle, Frankfurt
21. 1997-03-01 Mathew Ellis, Everton Park Sports Centre, Liverpool
22. 1997-02-05 Noichenko, Kiev
23. 1997-01-25 Parshin, Circus, Kiev
24. 1996-12-29 Christophe Bizot Maison, des Sports, Clermont-Ferrand
25. 1996-11-26 John Rui, York Hall, Bethnal Green
26. 1996-10-08 Derrick Banks, Town Hall, Battersea
27. 1996-08-10 Kim Weber, Wilhelm-Koch-Stadion, St. Pauli
28. 1996-05-21 Nikolay Gaytanov, Circus, Kiev
29. 1996-04-20 Dominique Delord, Saverne
30. 1995-12-02 Joel Heinrich, Ingwiller
31. 1995-09-26 Vladimir Shcheglov, Kiev
32. 1995-08-30 Anatoly Verevkin, Sport Palace, Kiev
33. 1995-05-16 Fadeyev
34. 1995-04-20 Makazenko
35. 1994-09-01 Nagibin
36. 1994-07-18 Khorkin
37. 1994-04-13 Bulakh, Sport Palace «Druzhba», Donetsk